# Nolan North
Nolan Ramsey North (New Haven, 31 ottobre 1970) è un doppiatore e attore statunitense.

## Filmografia

### Cinema
- The Last Stand, regia di Russ Parr (2006)
- Spiderwick - Le cronache (The Spiderwick Chronicles), regia di Mark Waters (2008)
- On The Doll, regia di Thomas Mignone (2010)
- Into Darkness - Star Trek, regia di J. J. Abrams (2013)
- I Know That Voice, regia di Lawrence Shapiro (2013)
- Uncharted, regia di Ruben Fleischer (2022)

### Televisione
- Port Charles - serie TV (1997-2003)
- Broken - regia di Elle Travis - film TV (2000)
- Spyder Games - serie TV, 2 episodi (2001)
- Six Feet Under - serie TV, 2 episodi (2003)
- JAG - Avvocati in divisa (JAG) - serie TV, 1 episodio (2004)
- She Spies - serie TV, 1 episodio (2004)
- Malcolm - serie TV, 1 episodio (2006)
- Ned - Scuola di sopravvivenza - serie TV (2006)
- NCIS - Unità anticrimine (NCIS: Naval Criminal Investigative Service) – serie TV, episodio 4x04 (2006)
- Ugly Betty - serie TV, 1 episodio (2007)
- Big Love - serie TV, 1 episodio (2007)
- CSI: Miami - serie TV, 1 episodio (2007)
- Dirty Sexy Money - serie TV, 1 episodio (2007)
- Modern Family - serie TV, 1 episodio (2009)
- Melrose Place - serie TV, 1 episodio (2009)
- Pretty Little Liars - serie TV 46 episodi (2010-2017)
- Haven - serie TV, 1 episodio (2012)
- Rizzoli & Isles - serie TV, 1 episodio (2016)

### Doppiatore

#### Cinema
- Outback (The Outback), regia di Kyung Ho Lee (2012)
- Scarpette rosse e i sette nani (Red Shoes and the Seven Dwarfs), regia di Sung-ho Hong (2019)

#### Serie animate
- Deadpool in Hulk Vs.
- Superboy e Superman in Young Justice
- Ciclope in Wolverine e gli X-Men
- Morris in Dino e la macchina del tempo
- Snow Job in G.I. Joe: Renegades
- Personaggi vari in Rick and Morty
- Marshall Rask in Pacific Rim - La zona oscura
- Blaze in Blaze e le mega macchine
- Personaggi vari in Pluto
- Conrad Roth in Tomb Raider - La leggenda di Lara Croft

#### Videogiochi
- 1999 - Interstate '82
- 2003 - Il gatto... e il cappello matto
- 2004 - Maximo vs. Army of Zin
- 2004 - EverQuest II
- 2004 - Ty la tigre della Tasmania 2: La banda del boomerang
- 2005 - Danny The Dog
- 2005 - SWAT 4
- 2005 - Area 51
- 2005 - Guild Wars
- 2005 - God of War
- 2005 - The Incredible Hulk: Ultimate Destruction
- 2005 - EverQuest II: Desert of Flames
- 2005 - Evil Dead: Regeneration
- 2005 - Dungeons & Dragons: Dragonshard
- 2005 - Ty the Tasmanian Tiger 3: Night of the Quinkan
- 2005 - Crash Tag Team Racing
- 2005 - SpongeBob SquarePants: Lights, Camera, Pants!
- 2005 - Call of Duty 2
- 2005 - Shrek SuperSlam
- 2005 - Agatha Christie: E non ne rimase nessuno
- 2005 - Gun
- 2005 - 50 Cent: Bulletproof
- 2005 - Ape Escape 3
- 2006 - SWAT 4: The Stetchkov Syndicate
- 2006 - Driver: Parallel Lines
- 2006 - Keepsake: Il mistero di Dragonvale
- 2006 - Predator: Concrete Jungle
- 2006 - Cars - Motori ruggenti
- 2006 - Pirati dei Caraibi: La leggenda di Jack Sparrow
- 2006 - Saints Row
- 2006 - Yakuza
- 2006 - Age of Empires III: The WarChiefs
- 2006 - Marvel: La Grande Alleanza
- 2006 - Nicktoons: Battle for Volcano Island
- 2006 - Final Fantasy XII
- 2006 - SOCOM: U.S. Navy SEALs Combined Assault
- 2006 - The Sopranos: Road to Respect
- 2007 - Lost Planet: Extreme Condition
- 2007 - Lost Planet: Colonies
- 2007 - Agatha Christie: Assassinio sull'Orient Express
- 2007 - Ratchet & Clank: L'altezza non conta
- 2007 - TMNT
- 2007 - The Darkness
- 2007 - World in Conflict
- 2007 - Halo 3
- 2007 - Crash of the Titans
- 2007 - Power Rangers: Super Legends
- 2007 - SpongeBob's Atlantis SquarePantis
- 2007 - Assassin's Creed
- 2007 - Uncharted: Drake's Fortune e motion capture
- 2007 - Unreal Tournament 3
- 2007 - Nicktoons: Attack of the Toybots
- 2008 - Lost Odyssey
- 2008 - Destroy All Humans! Big Willy Unleashed
- 2008 - Dark Sector
- 2008 - Metal Gear Solid 4: Guns of the Patriots
- 2008 - Crash: Il dominio sui mutanti
- 2008 - Saints Row 2
- 2008 - Secret Service
- 2008 - SOCOM: Confrontation
- 2008 - Fable II
- 2008 - Quantum of Solace
- 2008 - Valkyria Chronicles
- 2008 - Kung Fu Panda: Guerrieri leggendari
- 2008 - Call of Duty: World at War
- 2008 - Destroy All Humans! Path of the Furon
- 2008 - Prince of Persia
- 2009 - Halo Wars
- 2009 - Il Signore degli Anelli: La conquista
- 2009 - MadWorld
- 2009 - Resistance: Retribution
- 2009 - Infamous
- 2009 - The Chronicles of Riddick: Assault on Dark Athena
- 2009 - Terminator Salvation
- 2009 - Red Faction: Guerrilla
- 2009 - Prototype
- 2009 - Transformers - La vendetta del caduto
- 2009 - Shadow Complex
- 2009 - Marvel: La Grande Alleanza 2
- 2009 - Halo 3: ODST
- 2009 - Uncharted 2: Il covo dei ladri e motion capture
- 2009 - Marvel Super Hero Squad
- 2009 - Ratchet & Clank: A spasso nel tempo
- 2009 - Dragon Age: Origins
- 2009 - Assassin's Creed II
- 2009 - The Saboteur
- 2010 - Army of Two: Il 40º giorno
- 2010 - Dark Void
- 2010 - White Knight Chronicles
- 2010 - Supreme Commander 2
- 2010 - Final Fantasy XIII
- 2010 - Resonance of Fate
- 2010 - Trauma Team
- 2010 - Alpha Protocol
- 2010 - Transformers: War for Cybertron
- 2010 - Singularity
- 2010 - Sniper: Ghost Warrior
- 2010 - Mafia II
- 2010 - Spider-Man: Shattered Dimensions
- 2010 - Final Fantasy XIV
- 2010 - Naruto Shippuden: Ultimate Ninja Storm 2
- 2010 - Call of Duty: Black Ops
- 2010 - Assassin's Creed: Brotherhood
- 2010 - Tron: Evolution
- 2010 - Marvel Pinball
- 2011 - Marvel vs. Capcom 3: Fate of Two Worlds
- 2011 - Knights Contract
- 2011 - PlayStation Move Heroes
- 2011 - Portal 2
- 2011 - SOCOM: Forze Speciali
- 2011 - Transformers: Dark of the Moon
- 2011 - Earth Defense Force: Insect Armageddon
- 2011 - White Knight Chronicles II
- 2011 - X-Men: Destiny
- 2011 - Batman: Arkham City
- 2011 - Uncharted 3: L'inganno di Drake e motion capture
- 2011 - The Elder Scrolls V: Skyrim
- 2011 - Il Signore degli Anelli: La guerra del Nord
- 2011 - Assassin's Creed: Revelations
- 2011 - Ultimate Marvel vs. Capcom 3
- 2011 - Star Wars: The Old Republic
- 2012 - Uncharted: L'abisso d'oro
- 2012 - Kinect Star Wars
- 2012 - LEGO Batman 2: DC Super Heroes
- 2012 - Spec Ops: The Line
- 2012 - The Amazing Spider-Man
- 2012 - Transformers: La caduta di Cybertron
- 2012 - Guild Wars 2
- 2012 - Skylanders: Giants
- 2012 - Team Fortress 2
- 2012 - Assassin's Creed III
- 2012 - LEGO Il Signore degli Anelli
- 2012 - Call of Duty: Black Ops II
- 2012 - Call of Duty: Black Ops Declassified
- 2012 - PlayStation All-Stars Battle Royale
- 2013 - Sly Cooper: Ladri nel Tempo
- 2013 - Injustice: Gods Among Us
- 2013 - Poker Night 2
- 2013 - Marvel Heroes
- 2013 - The Last of Us e motion capture
- 2013 - Deadpool
- 2013 - Dota 2
- 2013 - Saints Row IV
- 2013 - Apache Overdose Gangstar IV
- 2013 - Skylanders: Swap Force
- 2013 - LEGO Marvel Super Heroes
- 2013 - Assassin's Creed IV: Black Flag
- 2013 - Nickelodeon's Teenage Mutant Ninja Turtles
- 2013 - Batman: Arkham Origins
- 2013 - Young Justice: Legacy
- 2014 - Lightning Returns: Final Fantasy XIII
- 2014 - Titanfall
- 2014 - Transformers: Rise of the Dark Spark
- 2014 - Spider-Man Unlimited
- 2014 - Disney Infinity 2.0: Marvel Super Heroes
- 2014 - La Terra di Mezzo: L'ombra di Mordor
- 2014 - Skylanders: Trap Team
- 2014 - LEGO Batman 3: Gotham e oltre
- 2014 - World of Warcraft: Warlords of Draenor
- 2014 - LittleBigPlanet 3
- 2014 - Tales from the Borderlands
- 2015 - Saints Row: Gat out of Hell
- 2015 - Dying Light
- 2015 - Infinite Crisis
- 2015 - LEGO Jurassic World
- 2015 - Batman: Arkham Knight
- 2015 - Hellraid
- 2015 - Disney Infinity 3.0
- 2015 - Destiny
- 2015 - Skylanders: SuperChargers
- 2015 - LEGO Dimensions
- 2015 - Guild Wars 2: Heart of Thorns
- 2015 - Call of Duty: Black Ops III
- 2016 - Uncharted 4: Fine di un ladro e motion capture
- 2016 - Teenage Mutant Ninja Turtles: Mutants in Manhattan
- 2016 - Master of Orion: Conquer the Stars
- 2016 - Mafia III
- 2016 - Skylanders: Imaginators
- 2017 - Halo Wars 2
- 2017 - Guardians of the Galaxy: The Telltale Series
- 2017 - XCOM 2: War of the Chosen
- 2017 - Guild Wars 2: Path of Fire
- 2017 - La Terra di Mezzo: L'ombra della guerra
- 2018 - God of War
- 2018 - Call of Duty: Black Ops IIII
- 2018 - LEGO DC Super-Villains
- 2020 - Marvel's Avengers - motion capture e voce di Iron Man[1]
- 2021 - League of Legends (Viego)

## Riconoscimenti
- British Academy Video Games Awards
  - 2012 – Candidatura alla Miglior performance per Uncharted 3: L'inganno di Drake
  - 2013 – Candidatura alla Miglior performance per Uncharted: L'abisso d'oro
  - 2016 – Candidatura alla Miglior performance per Uncharted 4: Fine di un ladro
- Spike Video Game Awards
  - 2009 – Candidatura alla Miglior voce per Uncharted 2: Il covo dei ladri
  - 2011 – Candidatura alla Miglior performance maschile per Uncharted 3: L'inganno di Drake
- The Game Awards
  - 2016 – Miglior Performance per Uncharted 4: Fine di un ladro

## Doppiatori italiani

### Videogiochi
Come doppiatore nei videogiochi, la sua voce è sostituita in italiano da:
- Matteo Zanotti in Uncharted: Drake's Fortune (Nate), Uncharted 2: Il covo dei ladri (Nate), Uncharted 3: L'inganno di Drake (Nate), Uncharted: L'abisso d'oro (Nate), Specs Ops: The Line (Martin Walker), PlayStation All-Stars Battle Royale (Nate), The Amazing Spider-Man (A. Smythe), LittleBigPlanet 3 (Marlon Random), Destiny: il Re dei Corrotti (Spettro), Uncharted 4: Fine di un ladro (Nate)
- Alessandro Rigotti in Prince of Persia (Principe), Assassin's Creed (Desmond), Assassin's Creed II (Desmond), Assassin's Creed: Brotherhood (Desmond), Assassin's Creed: Revelations (Desmond), Assassin's Creed III (Desmond), Assassin's Creed IV: Black Flag (Desmond)
- Gianni Quillico in Crash Tag Team (N. Gin), Ape Escape 3 (Tomuki), Agatha Christie: Assassinio sull'Orient Express (E. Masterman), Crash of the Titans (N. Gin), Crash: Il dominio sui mutanti (N. Gin)
- Leonardo Gajo in Call of Duty: Black Ops (Richtofen), Call of Duty: Black Ops II (Richtofen), Call of Duty: Black Ops III (Richtofen), Call of Duty: Black Ops IIII (Richtofen), Call of Duty: Black Ops Cold War (Richtofen), Call of Duty: Black Ops 6 (Richtofen)
- Oliviero Corbetta in Mafia II (Clemente), Batman: Arkham City (Pinguino), Batman: Arkham Origins (Pinguino/Oswald), Batman: Arkham Knight (Pinguino/Oswald), Batman: Arkham Shadow (Pinguino/Oswald)
- Diego Sabre in Ty la tigre della Tasmania 2: La banda del boomerang (Duncan), Agatha Christie: Assassinio sull'Orient Express (S. Constantine), Ratchet & Clank: A spasso nel tempo (Sigmund)
- Aldo Stella in Ty la tigre della Tasmania 2: La banda del boomerang (Prof. Karlos), Agatha Christie: Assassinio sull'Orient Express (C. Hardman)
- Mimmo Strati ne Il Signore degli Anelli: La guerra del Nord (Eredan / Nordri), La Terra di Mezzo: L'ombra di Mordor (Mano Nera di Sauron)
- Luca Sandri in SWAT 4 (Tony), The Last of Us (David)
- Paolo De Santis in Keepsake: Il mistero di Dragonvale (Zak), Singularity (Devlin)
- Marco Balzarotti in Power Rangers: Super Legends (Goldar), Resistance: Retribution (Roland Mallery)
- Ivo De Palma in Batman: Arkham City (Maschera Nera)
- Alberto Olivero in Sly Cooper: Ladri nel Tempo (Cyrille)
- Gabriele Calindri in Mafia III (Duvall)
- Angelo Nicotra in Tron: Evolution (Behemot)
- Nino Prester in Tron: Evolution (Sentry)
- Claudio Moneta in Call of Duty 2 (Randall)
- Luca Bottale in Driver: Parallel Lines (Il Messicano)
- Valerio Sacco in Agatha Christie: E non ne rimase nessuno (Narracott)
- Marco Pagani in God of War (2005) (Ade)
- Alessandro Ballico in Unreal Tournament III (Bishop)
- Mario Zucca in Lego Dimensions (Zod)
- Marcello Moronesi in Lego Dimensions (Boromir)
- Diego Baldoin in Lego Dimensions (Lord Business)
- Gianandrea Muià in Lego Dimensions (Nucleo Spazio)
- Stefano Lucchelli in Lego Dimensions (Nucleo Avventura)
- Gerolamo Alchieri in God of War (2018) (Modi)
- Dario Agrillo in Call of Duty: Black Ops IIII (Warden)
- Lorenzo Scattorin in Marvel’s Avengers (videogioco 2020) (Iron Man)

### Altre voci
Nelle versioni in italiano dei suoi film, serie TV e serie animate, la sua voce è sostituita da:
- Pasquale Anselmo in Hulk e gli agenti S.M.A.S.H., Ultimate Spider-Man (Maximus), NCIS: Los Angeles
- Andrea Mete in Ultimate Avengers, Ultimate Avengers 2
- Stefano Billi in Avengers - I più potenti eroi della Terra (Chemistro), Rizzoli & Isles
- Davide Marzi in CSI: Miami
- Stefano Crescentini in TMNT
- Marco Vivio in Young Justice
- Francesco Prando Pretty Little Liars
- Lorenzo Scattorin in Wolverine e gli X-Men (Ciclope)
- Renato Novara in Wolverine e gli X-Men (Pyro)
- Alessandro Maria D'Errico in Wolverine e gli X-Men (Colosso)
- Franco Mannella in Dino e la macchina del tempo
- Fabio Boccanera in Port Charles
- Felice Invernici in Ned - Scuola di sopravvivenza
- Achille D'Aniello in NCIS - Unità anticrimine
- Andrea Lavagnino in Hulk Vs. Thor e Wolverine
- Alessandro Rigotti in Transformers: Prime
- Diego Reggente in Malcolm
- Luca Giacomo in Breadwinners - Anatre fuori di testa
- Marco Mete in Home - Le avventure di Tip e Oh
- Roberto Draghetti in Dragons
- Paolo De Santis in Justice League: La crisi dei due mondi
- Gianluca Machelli in SpongeBob - Fuori dall'acqua
- Fabrizio Pucci in Hulk e gli agenti S.M.A.S.H. (Gorgon)
- Fabrizio Dolce in Hulk e gli agenti S.M.A.S.H. (Licantropus)
- Mario Bombardieri in Avengers - I più potenti eroi della Terra (Scienziato supremo)
- Giuliano Santi in Avengers - I più potenti eroi della Terra (Balder)
- Silvio Anselmo in Déjà Vu - Corsa contro il tempo
- Marco Bassetti in Scooby-Doo! Mystery Incorporated
- Luigi Ferraro in Star Wars: The Clone Wars
- Luigi Scribani in The Lion Guard (Nyuni)
- Sergio Luzi in The Lion Guard (Tamka)
- Edoardo Nordio in Balto e Togo - La leggenda
- Stefano Alessandroni in Tomb Raider - La leggenda di Lara Croft